# Dryfujący Dom
Dryfujący Dom – książka autorstwa Dale Pecka wydana w USA 12 listopada 2005, a w Polsce w styczniu 2006 r. Tłumaczeniem książki zajęła się Maciejka Mazan. 

## Streszczenie
Zuza, Karol i Makary jadą do wujka do Nowego Jorku, gdyż rodzice trojga dzieci zdecydowali, że tam będą bezpieczni. Tuż przed dużym domem, Zuza i jej bracia stwierdzili, iż dom stoi przekrzywiony. Rodzice Oxandfeldów zaprzeczyli stanowczo i poszukiwali wejścia do wielkiej posiadłości, gdyż nigdzie nie było widać wejścia. Gdy rodzina znalazła wejście, Karol w salonie zauważył bujający się żyrandol. Zaniepokoiło go to, choć nie przywiązywał do tego wyższej wagi. Gdy rodzice opuścili posiadłość, wujek Fabrycy poprowadził swoich siostrzeńców po swoim terenie. Następnie dał im słodki poczęstunek, podczas którego postanowili zapytać swojego opiekuna, dlaczego dom jest przekrzywiony. Ten zmienił szybko temat i kazał dzieciom rozpakować się i położyć do łóżka. 
Następnego dnia, Karol budzi Zuzę i informuje ją, że dom wyruszył w morze. Dziewczyna zlekceważyła swojego brata. Zmieniła zdanie, gdy dom wykrzywił się, a Karol rzucił się na łóżko Zuzy. Gdy sytuacja opanowała się, Zuza poszła poinformować wujka, zaś Karol poszedł po Makarego. 
Wujek Fabrycy nie przejął się informacją, że dom popłynął na morze.